# Municipality of Kiama
Municipality of Kiama is een Local Government Area (LGA) in Australië in de staat New South Wales. Municipality of Kiama telt 20.095 inwoners. De hoofdplaats is Kiama.